# Эйкозастаннид гентриаконтакальция
Эйкозастаннид гентриаконтакальция — бинарное интерметаллическое неорганическое соединение
кальция и олова
с формулой Ca31Sn20,
кристаллы.

## Получение
- Сплавление стехиометрических количеств чистых веществ:

{\displaystyle {\mathsf {31Ca+20Sn\ {\xrightarrow {1120^{o}C}}\ Ca_{31}Sn_{20}}}}

## Физические свойства
Эйкозастаннид гентриаконтакальция образует диамагнитные кристаллы
тетрагональной сингонии,
пространственная группа I 4/mcm,
параметры ячейки a = 1,2542 нм, c = 4,000 нм, Z = 4,
структура типа эйкозафосфида гентриаконтаплутония Pu31P20.
Соединение образуется по перитектической реакции при температуре 1120 °С.
Соединение проявляет полупроводниковые свойства.